# مستقبل أشباه الأفيونيات

محاكاة أحد مستقبلات أشباه الأفيونيات.

مستقبلات أشباه الأفيونيات هي مجموعة من المستقبلات المقترنة بالبروتين G مثبطة والتي تتخذ من أشباه الأفيونيات كربيطة. من أشباه الأفيونيات المنشأة داخلياً كل من دينورفين Dynorphin وإنكيفالين وإندورفين.
اكتشفت هذه المستقبلات أواسط ستينات القرن العشرين حيث تكهن العلماء وجود أماكن خاصة تستقبل العقاقير الأفيونية. تنتشر مستقبلات أشباه الأفيونيات بشكل واسع في الدماغ، كما توجد أيضاً في النخاع الشوكي وفي الجهاز الهضمي.

## الاكتشاف
بحلول منتصف ستينيات القرن العشرين، أصبح واضحًا من خلال الدراسات الدوائية أن الأدوية الأفيونية قد تمارس تأثيرها على مواقع مستقبلات محددة، ومن المحتمل وجود العديد من هذه المواقع. يبدو أن المواد الأفيونية تتراكم في الدماغ كما أشارت الدراسات الأولى. حُددت المستقبلات لأول مرة على أنها جزيئات خاصة من خلال استخدام دراسات الربط، إذ وُجد أن المواد الأفيونية التي وُسمت بنويدة مشعة ترتبط بنسيج الغشاء الدماغ المتجانس. نُشرت أولى هذه الدراسات في عام 1971 باستخدام التريتيوم ليفورفانول. في عام 1973، نشرت كانديس بيرت وسولومون إتش سنايدر أول دراسة ربط مفصلة لما تبين أنه مستقبل الأفيون ميو (μ)، باستخدام التريتيوم نالوكسون. اعتُمدت هذه الدراسة على نطاق واسع باعتبارها أول نتيجة حاسمة بخصوص مستقبلات الأفيون، مع أنها تُبعت بدراستين أخريين بعد فترة وجيزة.

## التنقية
تعزز تنقية المستقبلات التحققَ من وجودها. تضمنت المحاولة الأولى لتنقية المستقبل استخدام مناهض لمستقبلات أفيونية جديدة يُسمى الكلورنالتريكسامين الذي ثبت ارتباطه بمستقبل الأفيون. نقّى كاروسو لاحقًا المكونَ المستخلص من المطهرات لغشاء دماغ الجرذ المُخفَّف باستخدام التريتيوم كلورنالتريكسامين المقيد.

## التسمية
سُميت المستقبلات باستخدام الحرف الأول من اسم أول ربيطة تبيّن أنها ترتبط بالمستقبلات. كان المورفين أول مادة كيميائية تبين أنها ترتبط بمستقبلات «ميو». الحرف الأول من المورفين هو «إم  «m، ويقابله باليونانية الحرف ميو  μ. بطريقة مماثلة، اتضح لأول مرة دواء يُعرف باسم كيتوسيكلازوسين يربط نفسه بمستقبلات  «κ» (كابا)، بينما سُمي مستقبل  «δ»(دلتا) على اسم أنسجة الأسهر لدى الفأر التي مُيز فيها المستقبل لأول مرة. في وقتٍ لاحق، عُرف مستقبل أفيوني إضافي واستُنسخ بناءً على التطابق مع الدنا المتمم. يُعرف هذا المستقبل باسم مستقبل حس الألم أو «أو آر إل 1» (مشابه مستقبل الأفيون1 ).
تتطابق أنواع مستقبلات الأفيون بنسبة 70% تقريبًا، وتوجد الفروق عند النهايتين إن N وسي C. قد يكون المستقبل ميو هو الأهم. يُعتقد أن البروتين جي يرتبط بالحلقة الثالثة داخل الخلوية لجميع مستقبلات الأفيون. تقع جينات الأنواع الفرعية المختلفة للمستقبلات على كروموسومات منفصلة لدى كل من الفئران والبشر.
حُددت أنواع فرعية منفصلة لمستقبلات الأفيون في الأنسجة البشرية. فشلت الأبحاث في تحديد الدليل الجيني للأنواع الفرعية حتى الآن، ويُعتقد أنها تنشأ من تعديل ما بعد الترجمة لأنواع المستقبلات المستنسخة.
أوصت لجنة فرعية تابعة للاتحاد الدولي للصيدلة الأساسية والسريرية بأن المصطلحات المناسبة للمستقبلات الكلاسيكية الثلاثة (μ، δ، κ)، والمستقبل غير الكلاسيكي (حس الألم)، يجب أن تكون «إم أو بّي» («مستقبل الأفيون ميو»)، و«دي أو بّي»، و«كي أو بّي»، و«إن أو بّي» على التوالي.

## مستقبلات إضافية
اعتُبرت مستقبلات سيغما (σ) في السابق مستقبلات أفيونية بسبب تواسط مستقبلات سيغما في التأثيرات المضادة للسعال للعديد من الأدوية الأفيونية، وكانت أولى الناهضات الانتقائية لمستقبلات سيغما مشتقة من أدوية أفيونية (مثل آلّيل نورميتازوسين). ومع ذلك، وُجد أن مستقبلات سيغما لا تُفعّل بواسطة الببتيدات الأفيونية الداخلية، وهي مختلفة تمامًا عن مستقبلات الأفيون الأخرى من ناحية كلٍّ من الوظيفة وتسلسل الجينات، لذلك فهي لا تُصنف عادةً مع مستقبلات الأفيون في الوقت الحالي.
اقتُرح وجود المزيد من مستقبلات الأفيون (أو أنواع فرعية للمستقبلات) بسبب الأدلة الدوائية على الآثار الناتجة عن الببتيدات الأفيونية الداخلية، ولكن تبين أنها لا تنتج عن طريق أي نوع من الأنواع الفرعية الأربعة المعروفة لمستقبلات الأفيون. إن وجود أنواع فرعية من المستقبلات أو مستقبلات إضافية بخلاف المستقبلات الأفيونية الكلاسيكية (μ، δ، κ) قد استند إلى أدلة محدودة، إذ حُددت ثلاثة جينات فقط للمستقبلات الرئيسية الثلاثة. حُدد مستقبل وحيد بين هذه المستقبلات الإضافية بشكل نهائي، وهو مستقبل زيتا (ζ)، الذي ثبت أنه معدِّل عامل نمو خلوي وربيطته داخلية المنشأ هي الميت إنكافالين. يُشار إلى هذا المستقبل الآن بشكل شائع باسم مستقبل عامل النمو الأفيوني (أو جي إف آر).